# Álex Centelles
Alejandro Centelles Plaza (Valencia, 30 de agosto de 1999), más conocido como Álex Centelles, es un futbolista español que juega como defensa y su equipo es la U. D. Almería de la Segunda División de España.

## Trayectoria

### Inicios
Hijo del exfutbolista José Manuel Centelles, canterano valencianista, Álex entró a los 8 años en las inferiores del Valencia Club de Fútbol procedente de la escuela del CF Cracks, siendo incorporado como benjamín. Comenzó jugando como extremo izquierdo, pasando poco a poco a retrasar su posición para poder tener más campo ante él. Ya en la categoría juvenil el futbolista destacaba por su altura, velocidad y técnica, por lo que la categoría se le empezaba a quedar pequeña.

### Valencia Mestalla
Convertido ya en una de las joyas de la cantera, acostumbrada a crear laterales zurdos de alto nivel, Centelles realizó con 17 años la pretemporada de 2017 con el primer equipo valencianista a las órdenes de Marcelino García Toral, participando en 5 partidos amistosos, siendo el primero de ellos el 11 de julio en el estadio de La Pontaise frente al Lausanne, además como titular.
La temporada 2017-18 participó como lateral izquierdo titular en el Valencia Mestalla a las órdenes de Lubo Penev, y debutó en la 1.ª jornada el 20 de agosto ante el Deportivo Aragón en la Ciudad Deportiva del Real Zaragoza. No le costó mucho convertirse en titular indiscutible y, pese al cambio de entrenador en noviembre con la llegada de Miguel Grau, se mantuvo durante toda la temporada en las alineaciones del equipo, participando en un total de 36 partidos de las 38 jornadas, todos ellos como titular.
En mayo de 2018 el club, consciente del potencial del jugador, mejoró y blindó su contrato con 100 millones de euros de cláusula de rescisión hasta el año 2021. En la pretemporada de 2018 volvió a participar con el primer equipo, esta vez en solo un partido amistoso disputado en el estadio Saint-Léonard de Friburgo en Suiza siendo titular frente al Galatasaray.
La temporada 2018-19 siguió como lateral izquierdo indiscutible en el Valencia Mestalla de Miguel Grau, que en febrero fue destituido al ir colista de la categoría y sustituido por Chema Sanz. Finalmente el equipo se salvó del descenso y Centelles participó en 30 partidos.
Con 19 años y tras dos temporadas en Segunda División B, el club no podía hacerle hueco en el primer equipo valencianista, ya que la titularidad era de Gayà, se contaba con Lato y se incorporó cedido a un veterano como Jaume Costa. Por tanto el club buscó una salida cedido donde pudiera disfrutar de minutos.

#### FC Famalicão
El 1 de julio de 2019 se hizo oficial su cesión por una temporada al FC Famalicão, club recién ascendido a la Primeira Liga portuguesa, donde coincidiría con su excompañero del filial valencianista Uros Racic. El club tenía como máximo accionista al millonario israelí Idan Ofer y como técnico al debutante como primer entrenador João Pedro Sousa. El club se reforzó con varias cesiones de jugadores y con la ayuda del agente portugués Jorge Mendes, y se convirtió en la revelación del campeonato 2019-20, llegando incluso a situarse como líder.
Fue suplente en las primeras jornadas pero luego pasó a ser con 20 años el lateral izquierdo titular del equipo. Debutó en la 5.ª jornada el 14 de septiembre de 2019 en la victoria en casa por 4-2 contra el Paços de Ferreira, jugando como local en el Estadio Municipal 22 de Junio. Tras el espectacular inicio, el equipo dio un bajón que le hizo salir de los puestos europeos, pero siguió manteniéndose cerca de la parte alta de la tabla. 
Al quedarle solo un año de contrato y ante la posibilidad de no tener sitio en la primera plantilla, el club valencianista se planteaba traspasarlo al terminar su cesión pero manteniendo algún tipo de derecho sobre el jugador. Sus actuaciones en el Famalicão despertaron el interés de clubes como F. C. Oporto, Real Valladolid C. F., Granada C. F. y C. A. Osasuna.
Finalizada la temporada, en la que a punto estuvieron de clasificarse para la Liga Europa de la UEFA, regresó a Valencia y en el mes de agosto inició la pretemporada con el primer equipo.

### U. D. Almería
Tras realizar la pretemporada 2020-21 en Primera División con el Valencia C. F. y a las órdenes de Javi Gracia, el 2 de octubre de 2020 el club che llegó a un acuerdo con la U. D. Almería para traspasar al jugador al conjunto indálico, en donde firmó un contrato por dos temporadas.

## Selección española
Centelles ha sido internacional juvenil con 16 años en la selección de España sub-17 en enero de 2016, y en septiembre de 2017 ya era llamado por la sub-19. En enero de 2018 fue convocado para disputar la XLIV Copa del Atlántico. y durante el año volvió a ser convocado por la categoría sub-19.

## Estadísticas
Actualizado al último partido disputado el 11 de junio de 2025.
| Club                             | Div.          | Temporada     | Liga  | Liga  | Copas nacionales | Copas nacionales | Copas internacionales | Copas internacionales | Total | Total |
| Club                             | Div.          | Temporada     | Part. | Goles | Part.            | Goles            | Part.                 | Goles                 | Part. | Goles |
| -------------------------------- | ------------- | ------------- | ----- | ----- | ---------------- | ---------------- | --------------------- | --------------------- | ----- | ----- |
| Valencia C. F. Mestalla · España | 2.ª B         | 2017-18       | 36    | 0     | —                | —                | —                     | —                     | 36    | 0     |
| Valencia C. F. Mestalla · España | 2.ª B         | 2018-19       | 30    | 0     | —                | —                | —                     | —                     | 30    | 0     |
| Valencia C. F. Mestalla · España | Total club    | Total club    | 66    | 0     | 0                | 0                | 0                     | 0                     | 66    | 0     |
| F. C. Famalicão Portugal         | 1.ª           | 2019-20       | 27    | 0     | 3                | 0                | —                     | —                     | 30    | 0     |
| F. C. Famalicão Portugal         | Total club    | Total club    | 27    | 0     | 3                | 0                | 0                     | 0                     | 30    | 0     |
| U. D. Almería · España           | 2.ª           | 2020-21       | 14    | 0     | 1                | 0                | —                     | —                     | 15    | 0     |
| U. D. Almería · España           | 2.ª           | 2021-22       | 22    | 0     | 1                | 0                | —                     | —                     | 23    | 0     |
| U. D. Almería · España           | 1.ª           | 2022-23       | 15    | 1     | 1                | 0                | —                     | —                     | 16    | 1     |
| U. D. Almería · España           | 1.ª           | 2023-24       | 14    | 0     | 1                | 0                | —                     | —                     | 15    | 0     |
| U. D. Almería · España           | 2.ª           | 2024-25       | 38    | 2     | 4                | 0                | —                     | —                     | 42    | 2     |
| U. D. Almería · España           | Total club    | Total club    | 103   | 3     | 8                | 0                | 0                     | 0                     | 111   | 3     |
| Total carrera                    | Total carrera | Total carrera | 196   | 3     | 11               | 0                | 0                     | 0                     | 207   | 3     |
| 1.                               |               |               |       |       |                  |                  |                       |                       |       |       |